# سيزار بوفولني
سيزار بوفولني (بالفرنسية: César Povolny)‏ (مواليد 19 يوليو 1914) هو لاعب كرة قدم. يلعب مع منتخب فرنسا لكرة القدم. سبق له أن لعب في كأس العالم لكرة القدم مع منتخب بلاده.

## روابط خارجية
- سيزار بوفولني على موقع قاعدة بيانات كرة القدم.إي يو (الإنجليزية)
- سيزار بوفولني على موقع Soccerway.com (الإنجليزية)
- سيزار بوفولني على موقع عالم كرة القدم.نت (الإنجليزية)